# Iwaniwka (rejon rożyszczeński)
Iwaniwka (ukr. Іванівка, do 1946 Janówka, Янівка) – wieś na Ukrainie na terenie rejonu rożyszczeńskiego w obwodzie wołyńskim. Wieś liczy 287 mieszkańców.